# Warrnambool City
Koordinaten: 38° 23′ S, 142° 29′ O

Warrnambool City ist ein lokales Verwaltungsgebiet (LGA) im australischen Bundesstaat Victoria um die Stadt Warrnambool. Das Gebiet ist 120,9 km² groß und hat etwa 33.700 Einwohner.
Warrnambool liegt etwa 265 km westlich der Hauptstadt Melbourne an der Südküste Victorias und enthält sieben Ortschaften: Allansford, Bushfield, Dennington, Illowa, Warrnambool, Woodford und Yangery. Der Sitz des City Councils befindet sich in der Hafenstadt Warrnambool im Süden der LGA, wo etwa 30.700 Einwohner leben. Die City wird im Landesinneren umschlossen vom Moyne Shire.
Der Naturhafen an der Lady Bay wurde bereits um 1840 besiedelt und erlangte in der Goldgräberzeit große Bedeutung. Heute ist Warrnambool die größte Stadt in der Südwestregion und ein Dienstleistungs- und Handelszentrum.

## Verwaltung
Der Warrnambool City Council hat sieben Mitglieder, die von den Bewohnern der LGA gewählt werden. Warrnambool ist nicht in Bezirke untergliedert. Aus dem Kreis der Councillor rekrutiert sich auch der Mayor (Bürgermeister) des Councils.